# Rubus rubriflorus
Rubus rubriflorus är en rosväxtart som beskrevs av Purchas. Rubus rubriflorus ingår i släktet rubusar, och familjen rosväxter. Inga underarter finns listade i Catalogue of Life.